# Lidice (Schiff, 1895)
Der Raddampfer Lidice wurde 1895 in der Schiffswerft Karolinenthal in Prag von der Prager Maschinenbau-Aktiengesellschaft vorm. Ruston & Co. (Prazská akciová strojírna dríve Ruston a spol/PAS) gebaut. Das Schiff wurde unter dem Namen Smíchov mit der Baunummer 108 auf Kiel gelegt und 1895 in Dienst gestellt. Im Jahr 1918 erfolgte die Umbenennung in Roudnice NL,  1937 in Smíchov, 1942 in Smichov und 1945 in Lidice.

## Die Zeit bis 1945
Die seit 1885 stark ansteigenden Passagierzahlen ermutigten die Gesellschaft im Februar 1895 ein weiteres Schiff  bei der PAS in Auftrag zu geben. Das Schiff wurde mit einem Kostenaufwand von 49.500 Gulden gebaut und noch 1895 ausgeliefert. Nach der Indienststellung als Glattdeckdampfer wurde es wie die anderen Schiffe auf der Strecke zwischen Prag und Štěchovice eingesetzt. Benannt wurde es nach dem zentralen Prager Stadtteil Smíchov.

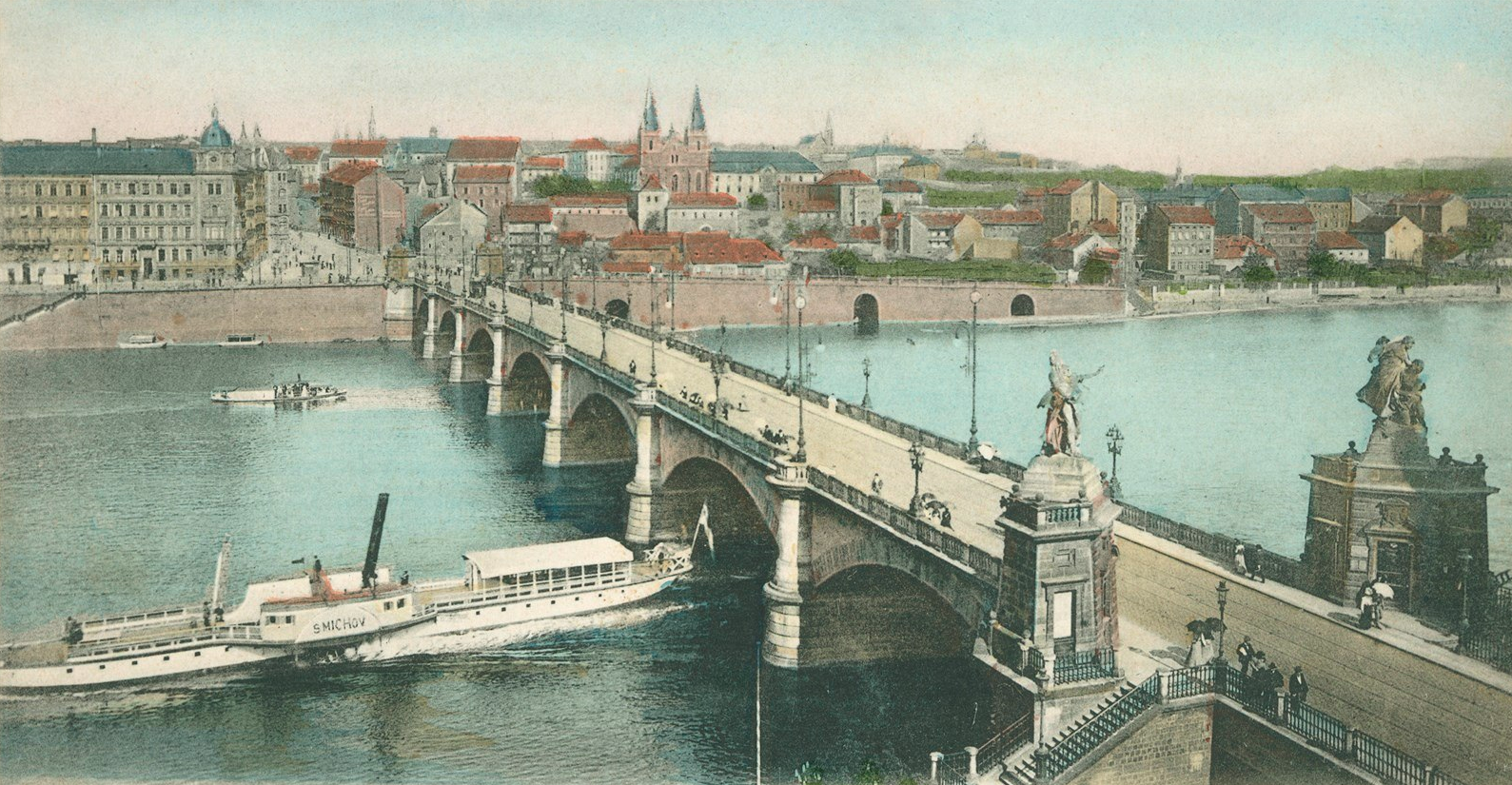
Raddampfer Smíchov an der Palacký-Brücke

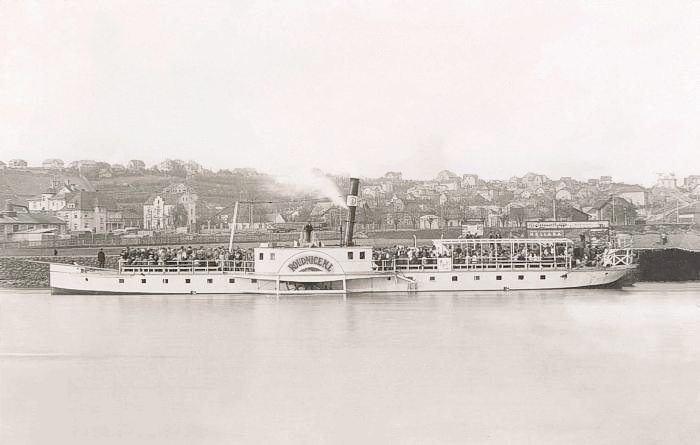
Raddampfer Roudnice NL in Modřany

Im Zusammenhang mit der geplanten Schiffbarmachung der unteren Moldau bis zur Elbe wurde am 15. August 1895 der Name der Gesellschaft in Prager Dampfschiffahrtsgesellschaft auf Moldau und Elbe in Böhmen (Pražská paroplavební společnost na Vltavě a Labi v Čechách) geändert. Am 15. Februar 1913 wurde der Name der Gesellschaft, da er sich aufgrund seiner Länge als unpraktisch erwiesen hatte, in Prager Dampfschiffahrtsgesellschaft (Pražská paroplavební společnost/PPS) geändert.
Nach der Explosion des Dampfkessels auf der František Josef I. im August 1898 wurde der baugleiche Dampfkessel der Smíchov im Jahr 1904 von der PAS ausgetauscht.
Von 1928 bis 1937 war das Schiff auf der Elbe im Einsatz. Es wurde deshalb nach der Ortschaft Roudnice nad Labem in Roudnice NL umbenannt. Eingesetzt wurde es auf der Strecke zwischen Hřensko und Mělník. Neben der Beförderung von Passagieren spielte auch der Transport von landwirtschaftlichen Produkten aus den Elbdörfern zu den Märkten eine Rolle.
Zum 1. Januar 1937 wurde die PPS in die neu gegründete Tschechoslowakische Schiffahrts-Aktiengesellschaft (Československou plavební akciovou společností labskou/ČPSL) eingegliedert. Der Verkehr auf der Elbe wurde aufgrund der dort eingefahrenen Verluste eingestellt. Nach seiner Rückkehr auf die Moldau 1937 erhielt das Schiff wieder seinen alten Namen Smíchov.
Nach der Besetzung der Tschecho-Slowakischen Republik im März 1939 durch deutsche Truppen wurde die ČPSL in Böhmisch-Mährische Elbeschiffahrt AG (BMES) umbenannt. Die Namen der Schiffe wurden vorerst beibehalten. Erst der im Jahr 1942 ins Amt gesetzte stellvertretende Generaldirektor der Gesellschaft, Richard Tauche, setzte eine Umbenennung der Schiffe durch. Die Smíchov bekam den Namen Smichov. Im Gegensatz zu der kompletten Umbenennung der anderen Schiffe beschränkte man sich hier auf die Änderung des langen tschechischen í im Namen.
1942 erhielt das Schiff eine neue Dampfmaschine, gebaut von Českomoravská-Kolben-Daněk/ČKD.

## Die Zeit nach 1945
Nach dem Ende des Zweiten Weltkrieges wurde das Schiff 1945 in Lidice, nach dem 1942 zerstörten Ort Lidice, umbenannt.
Am 22. Februar 1948 wurde die PPS verstaatlicht und 1950 im Handelsregister gelöscht. Am 1. Januar 1949 wurde die ČPSL in Tschechoslowakische Elbe-Schifffahrt (Československá plavba Labská/ČSPL) und am 1. Juli 1952 in Tschechoslowakische Elbe-Oder-Schifffahrt (Československá plavba labsko-oderská/ČSPLO) umbenannt.
1952 musste das Schiff aufgrund schwerer Kesselschäden außer Betrieb genommen werden. Da es für den Dampfkessel keinen Ersatz gab, wurde es kurze Zeit später in Smíchov abgewrackt.

## Die Dampfmaschine
Die Dampfmaschine war eine oszillierende Hochdruck-Zweizylinder-Verbund-Dampfmaschine mit Einspritzkondensation mit einer Leistung von 143 PS mit der Seriennummer 1484. Gebaut wurde sie, wie auch der Zwei-Flammrohr-Zylinderkessel mit 0,8 bar Dampfdruck, von der PAS in Prag. 1904 erhielt das Schiff von der PAS einen neuen Zwei-Flammrohr-Zylinderkessel mit 0,82 bar Dampfdruck. 1942 wurde die alte Dampfmaschine durch eine neue Hochdruck-Zweizylinder-Verbund-Dampfmaschine mit einer Leistung von 143 PS von der Maschinenbaufirma Českomoravská-Kolben-Daněk/ČKD ersetzt.